# Annemette Svendsen
Annemette Anton Svendsen (* 16. November 1928 in Kopenhagen; † 26. Dezember 2013 ebenda) war eine dänische Schauspielerin.

## Leben
Annemette Svendsen wuchs als einziges Kind des Regisseurs Torben Anton Svendsen (1904–1980) und der Schauspielerin Karin Nellemose (1905–1993) in Kopenhagen auf.
Nach ihrem Schulabschluss absolvierte sie von 1945 bis 1949 ihre Schauspielausbildung an der Eleveskole des Königlichen Theaters Kopenhagen, wo sie im Jahr 1949 als Darstellerin auch ihr Bühnendebüt hatte. Sie wirkte im Laufe ihrer Karriere in zahlreichen Theaterstücken, Ballett-Aufführungen, Musicals und in Varieté-Shows mit, so unter anderem auch am Folketeatret, am Odense Teater oder am Aarhus Teater. Von 1946 bis 1973 wirkte sie als Schauspielerin vor der Kamera in mehr als 30 Film-und-Fernsehproduktionen mit. In den 1980er-Jahren zog sie sich aus dem Rampenlicht zurück.
Svendsen war von 1959 bis 1974 mit dem Schauspieler Ingolf David (1926–1996) verheiratet. Aus der Ehe ging eine im Jahr 1966 geborene Tochter hervor. Svendsen starb im Dezember 2013 im Alter von 85 Jahren. Ihre Grabstätte befindet sich auf dem Ny-Kirkegard in Hornbæk.

## Filmografie (Auswahl)
- 1946: Ditte – ein Menschenkind
- 1950: Shakespeare und Kronberg
- 1953: Kriminalsagen Tove Andersen
- 1961: Farinelli
- 1968: Doktor Glas